# Obergericht (Japan)

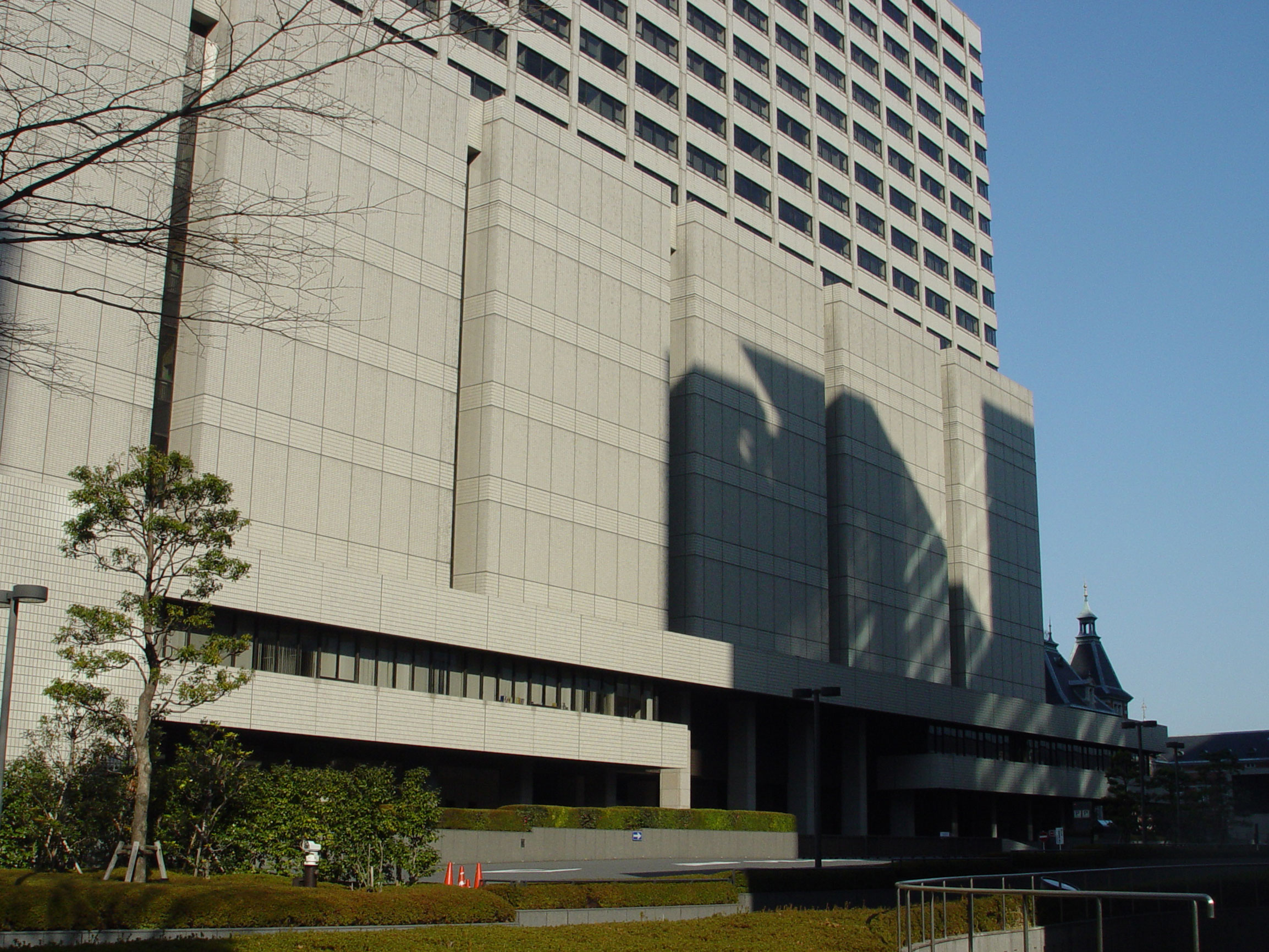
Obergericht Tokyo

Das Obergericht (jap. 高等裁判所, Kōtō-saiban-sho, kurz: 高裁, Kōsai, engl. High Court), auch Oberlandesgericht, ist im japanischen Gerichtssystem die Mittelinstanz.
Es bestehen acht Obergerichte, im Einzelnen das:
1. Obergericht Sapporo in Sapporo,
2. Obergericht Sendai in Sendai,
3. Obergericht Tokio in Chiyoda, Tokio,
4. Obergericht Nagoya in Nagoya,
5. Obergericht Osaka in Osaka,
6. Obergericht Hiroshima in Hiroshima,
7. Obergericht Takamatsu in Takamatsu,
8. Obergericht Fukuoka in Fukuoka.

Daneben bestehen Zweigstellen in Akita, Kanazawa, Okayama, Matsue, Miyazaki und Naha. Ferner gibt es ein Obergericht für Geistiges Eigentum als Abteilung des Obergerichts Tokyo.
Die Spruchkörper der Gerichte umfassen meist drei, in bestimmten Fällen fünf Richter. Der Präsident jedes Obergerichts wird vom Kabinett ernannt.
Den Obergerichten übergeordnet ist der Oberste Gerichtshof. Den Obergerichten untergeordnet sind 50 Familiengerichte (engl. Family Courts) und 50 Bezirksgerichte (engl. District Courts), diesen weiter untergeordnet Friedensgerichte (engl. Summary Courts).